# Cortes de Madrid (1309)
Cortes de Madrid de 1309. Cortes del reino de Castilla celebradas en la ciudad de Madrid entre los meses de febrero y marzo de 1309, durante el reinado de Fernando IV de Castilla.
Algunos autores consideran que fueron solamente un Ayuntamiento parcial, y no una reunión de Cortes, y sostienen que las primeras celebradas en Madrid fueron las Cortes de Madrid de 1329, a las que consideran las primeras Cortes generales del reinado de Alfonso XI de Castilla, hijo y sucesor de Fernando IV. No obstante, otros autores desmienten esta afirmación, basándose en que la Crónica de Fernando IV señala que a estas Cortes, cuyo ordenamiento se desconoce, asistieron numerosos nobles y prelados y los representantes de las villas y ciudades del reino.

## Las Cortes de Madrid de 1309

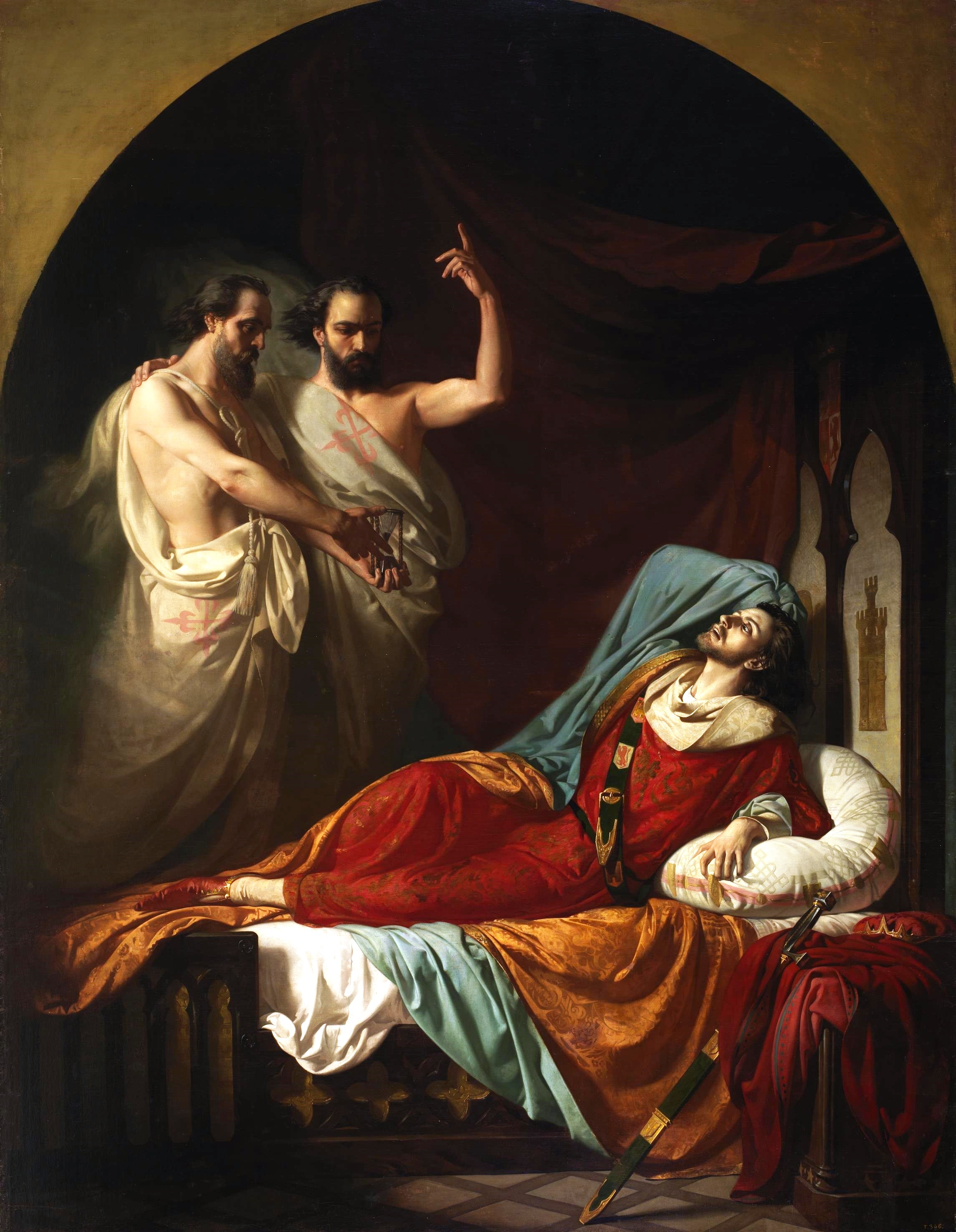
Últimos momentos de Fernando IV el Emplazado. Óleo sobre lienzo de José Casado del Alisal. 1860. (Palacio del Senado de España).

En las Cortes de Madrid de 1309, el rey manifestó su deseo de ir a la guerra contra los musulmanes del reino nazarí de Granada, y demandó subsidios para poder hacerles la guerra. En estas Cortes estuvieron presentes el rey Fernando IV y su esposa, Constanza de Portugal, la reina María de Molina, madre de Fernando IV, los infantes Pedro, Felipe y Juan, Don Juan Manuel, Juan Núñez II de Lara, señor de Lara, Diego López V de Haro, señor de Vizcaya, Alfonso Téllez de Molina, hermano de la reina María de Molina, Gonzalo Díaz Palomeque, arzobispo de Toledo, los maestres de las órdenes militares de Santiago y Calatrava, los representantes de las ciudades y concejos, y otros nobles y prelados.
Se desconoce la identidad de los otros prelados que acudieron a las Cortes de Madrid de 1309, aunque diversos historiadores señalan la posibilidad de que asistiera a las reuniones de Cortes, o al menos a los preparativos de las mismas, Gonzalo Rodríguez Osorio, obispo de Zamora, ya que el rey Fernando IV iba a enviarlo ante el papa Clemente V para que el pontífice otorgase a la campaña que se estaba preparando contra los musulmanes la condición de cruzada. Además, también es posible que asistieran Fernando Gutiérrez Tello, arzobispo de Sevilla, Martín Martínez Noloaquisino, obispo de Cartagena, y Alfonso Martínez, obispo de Astorga, pues los tres prelados participaron al frente de sus huestes en la campaña que se inició poco después contra los musulmanes.
Los nobles y procuradores castellanos se negaron a conceder al rey los fondos necesarios para la guerra a menos que el monarca revelase los motivos reales que tenía para demandar nuevos subsidios, y en qué iban a ser empleados. Y Fernando IV se vio obligado a revelar que pensaba atacar el reino de Granada y sitiar Algeciras, a lo que se opusieron los nobles castellanos, pues siguiendo la antigua costumbre, preferían saquear y destruir la Vega de Granada. Poco después, el rey ordenó que comenzaran las hostilidades contra los musulmanes y se produjeron los primeros enfrentamientos en la frontera.
Además, dos de los principales miembros de la familia real castellana se opusieron al proyecto, pues el infante Juan, tío de Fernando IV, estaba molesto con el rey porque este último se negaba a entregarle Ponferrada, y por su parte, el magnate Don Juan Manuel, que era nieto de Fernando III de Castilla y tío de Fernando IV, prefería hacer la guerra a los musulmanes desde Murcia, pues desempeñaba el cargo de adelantado mayor del reino de Murcia, pero Fernando IV le ordenó que acudiera al Sitio de Algeciras.
Los representantes de los concejos aprobaron la concesión de cinco servicios al rey, que fueron destinados a pagar las soldadas de los ricoshombres e hidalgos castellanos,, y además se comprometieron a conceder al rey tres servicios más en los tres años siguientes.
Se desconoce el ordenamiento de las Cortes de Madrid de 1309, y toda la información que se conoce acerca de ellas proviene de la Crónica de Fernando IV, y del ordenamiento de las Cortes de Carrión de 1317, celebradas durante la minoría de edad de Alfonso XI de Castilla.